# NGC 4705
NGC 4705 este o intermediate spiral galaxy⁠(d) situată în constelația Fecioara. A fost descoperită în 22 februarie 1787 de către William Herschel. Se află la o distanță de 49,2 de megaparseci de Pământ.